# 이명렬 (강원도의원)
이명렬(1947년 4월 6일 ~ )은 대한민국의 정치인이다.